# 克拉登巴赫
克拉登巴赫是德国莱茵兰-普法尔茨州的一个市镇。总面积1.73平方公里，总人口151人，其中男性73人，女性78人（2011年12月31日），人口密度87人/平方公里。